# クロロベンジレート
クロロベンジレート（英: chlorobenzilate）は有機塩素化合物の一種。以前は殺虫剤（殺ダニ剤）として使用された。

## 用途
スイスのチバガイギー社が開発し、日本では1955年6月18日に農薬登録を受けた。日本化薬が原体を生産し、1992年に製造を終了するまでの累計生産量は、製剤ベースで7,300トンであった。当時の商品名には「アカール」などがあり、主に果樹のハダニに対して使用された。アメリカでは1979年に柑橘類以外での使用が禁止され、1999年には農薬としての使用が全面禁止された。ヨーロッパでもすでに使用が禁止され、輸出入はロッテルダム条約で規制されている。日本では1994年6月26日に農薬登録が失効した。

## 安全性
半数致死量（LD50）はラットへの経口投与で700mg/kg、ラットへの経皮投与で5,000mg/kg以上。摂取すると中枢神経に影響し、運動失調や軽度の興奮・錯乱などの症状が生じる。引火点は不明だが可燃性であり、強酸・塩基や酸化剤と反応し発火する。燃焼や加熱により分解し、腐食性のある有毒ガスが生じる。ニジマスの96時間の半数致死濃度（LC50）は0.6mg/Lと強い魚毒性があり、生物蓄積性を持つ。